# ナンベイヒメウ
ナンベイヒメウ（学名：Phalacrocorax brasilianus）は、ペリカン目ウ科に分類される鳥類の一種。
ウの仲間。体長は65センチメートル程度。